# 3기 신도시
3기 신도시는 문재인 정부에서 주택시장 안정을 위해 계획한 대규모 택지지구로, 남양주 왕숙신도시 · 하남 교산신도시 · 인천 계양신도시 · 고양 창릉신도시 · 부천 대장신도시 5곳이 3기 신도시로 지정되었다.
2018년 12월 19일 국토교통부에서 발표한 <2차 수도권 주택공급 계획 및 수도권 광역교통망 개선방안>에 따르면, 경기도 남양주시 왕숙 · 하남시 교산 · 인천광역시 계양구 계양테크노밸리 · 과천시 과천 4곳이 100만 m2 이상 대규모 택지지구로 지정되었다. 4곳은 모두 서울 경계로부터 약 2km 떨어진 지역이다. 4곳의 대형 택지 이외에도 100만 m2 이하 6곳, 10만 m2 이하 31곳도 함께 발표되었으며, 이와 함께 투기 방지 방안, 원주민 재정착률 제고방안, 수도권 광역교통망 개선방안 또한 같이 발표되었다.
이후 2019년 5월 7일, 국토교통부는 경기도 고양시 창릉 · 부천시 대장 2곳에 3기 신도시를 짓기로 발표하였다. 또한 안산 장상 · 용인 구성역 · 안산 신길2 · 수원 당수2 등 26곳에 중소규모 택지지구를 짓기로 하였다. 2021년 2월 24일 광명·시흥 신도시 추진이, 8월 30일 의왕·군포·안산지구와 화성 진안지구 등 신도시 규모의 2개 지구를 비롯한 택지지구 위치가 발표되었다.

## 도시별 개요

### 남양주 왕숙신도시
- 위치: 남양주시 진접읍·진건읍, 양정동 일원
- 면적: 1,134만 m2 (343만 평 = 269만 평[왕숙1] + 74만 평[왕숙2])
- 호수: 66,000호 (53,000호[왕숙1] + 13,000호[왕숙2])
- 사업시행자: 한국토지주택공사, 남양주도시공사

### 하남 교산신도시
- 위치: 하남시 천현동, 교산동, 춘궁동, 상·하사창동 등 일원
- 면적: 649만 m2 (196만 평)
- 호수: 32,000호
- 사업시행자: 한국토지주택공사, 경기주택도시공사

### 인천 계양신도시
- 위치: 인천광역시 계양구 귤현동, 동양동, 박촌동, 병방동, 상야동 일원
- 면적: 약 335만 m2 (101만 평)
- 호수: 17,000호
- 사업시행자: 한국토지주택공사, 인천도시공사

### 고양 창릉신도시
- 위치: 고양시 창릉동, 용두동, 화전동 일원
- 면적: 813만 m2 (246만 평)
- 호수: 38,000호
- 사업시행자: 한국토지주택공사, 고양도시관리공사

### 부천 대장신도시
- 위치: 부천시 대장동, 오정동, 원종동 일원
- 면적: 343만 m2 (104만 평)
- 호수: 20,000호
- 사업시행자: 한국토지주택공사, 부천도시공사

### 광명시흥신도시
- 위치: 광명시 광명동·옥길동·노온사동·가학동, 시흥시 과림동·무지내동·금이동 일원
- 면적: 1,271만 m2 (384만 평)
- 호수: 70,000호
- 사업시행자: 한국토지주택공사

### 의왕·군포·안산
- 위치: 의왕시 초평동·월암동·삼동, 군포시 도마교동·부곡동·대야미동, 안산시 건건동·사사동 일원
- 면적: 586만 m2 (177만 평)
- 호수: 41,000호
- 사업시행자: 한국토지주택공사

### 화성 진안
- 위치: 화성시 진안동·반정동·반월동·기산동 일원
- 면적: 452만 m2 (137만 평)
- 호수: 29,000호
- 사업시행자: 한국토지주택공사

## 이외 지역
정부의 주택공급 계획에 포함되었으나, 신도시가 아닌 지역이다.
- 안산 장상지구
  - 위치: 안산시 장상동, 장하동, 수암동, 부곡동, 양상동 일원
  - 면적: 221만 m2 (67만 평)
  - 호수: 13,000호
  - 사업시행자: 한국토지주택공사, 경기주택도시공사, 안산도시공사

- 과천 과천지구
  - 위치: 과천시 과천동, 주암동, 막계동 일원
  - 면적: 155만 m2 (47만 평)
  - 호수: 7,000호
  - 사업시행자: 한국토지주택공사, 과천시, 경기주택도시공사

- 용인 구성역
  - 위치: 용인시 보정동 일원
  - 면적: 276만 m2
  - 호수: 11,000호
  - 사업시행자: 경기주택도시공사, 용인도시공사 등

- 안산 신길2지구
  - 위치: 안산시 신길동 일원
  - 면적: 75만 m2
  - 호수: 7,000호
  - 사업시행자: 한국토지주택공사, 안산도시공사

- 수원 당수2지구
  - 위치: 수원시 당수동 일원
  - 면적: 69만 m2
  - 호수: 5,000호
  - 시행: 한국토지주택공사

- 인천 구월2지구
  - 위치: 인천 남동구 구월동·남촌동·수산동, 연수구 선학동, 미추홀구 관교동·문학동 일원
  - 면적: 220만 m2
  - 호수: 18,000호
  - 사업시행자: 인천도시공사

- 화성 봉담3지구
  - 위치: 화성시 봉담읍 상리·수영리 일원
  - 면적: 229만 m2
  - 호수: 17,000호
  - 사업시행자: 한국토지주택공사

## 교통 대책
4개 신도시를 대상으로는 BRT(간선급행버스체계) 신설, 서울 지하철 8호선의 별내선과 서울 지하철 3호선의 연장 및 역 신설, 도로 확장 및 신설 등 다양한 대책이 포함되었다.
또한 4개 신도시 외에도 수도권 전체의 광역교통망 개선 대책도 함께 발표되었다. <수도권 광역교통망 개선방안>은 '급행-간선 중심의 중추망(Backbone Frame) 조기 착공'과 '교통인프라 취약지역 인프라 공급 확대' 2가지를 기조로 삼고 있으며, GTX 및 신안산선의 조속한 추진, 신분당선의 광교~호매실 연장, 일산선의 운정신도시 연장, 서울 지하철 7호선의 양주신도시 연장, 위례트램 착공 등이 구체적인 방안에 포함되었다.

## 논란
- 김포 한강, 파주 운정, 평택 고덕 등 2기 신도시 주민들은 3기 신도시 조성에 반발하였다. 청와대 국민청원에는 "3기 신도시 개발 계획을 철회해 달라.", "정부가 우선 벌여놓은 신도시 사업부터 마무리하고 새 사업을 추진해야 한다."는 내용의 요청이 여러 차례 게시됐다.[6]
- 왕숙지구의 교통대책으로 제시된 남양주-하남을 잇는 수석대교[주 2] 신설을 놓고, 미사강변도시를 중심으로 하남시민들이 반대 목소리를 내었다. 정부는 왕숙지구 입주 이후 악화될 강변북로의 교통체증을 완화시키기 위해 수석대교를 통해 강변북로의 교통량을 올림픽대로로 분산시켜야 한다는 입장이지만, 하남시민들은 올림픽대로의 정체를 우려하고 있다.[7]
- 일산신도시 주민들은 창릉신도시 계획이 발표되자 반발하였다. 일자리와 아파트 노후화, 교통 문제를 안고 있는 상황에서 창릉신도시가 새로 개발되면 일산신도시 주민들이 이탈할 것으로 예측된다. 주민들은 일산이 지역구인 김현미 국토부 장관이 일산신도시에 사망선고를 내렸다며 국민청원까지 제기했고, 하루만에 6천 명 이상의 시민들이 동의했다.[8] 일산·운정신도시 및 검단신도시의 주민들은 "경기 북부의 1기, 2기 신도시에서 살아가는 것은 정말 힘들다.", "턱없이 부족한 자족도시 기능과 열악한 광역교통망으로 서러움을 느끼고 있을 때 정부는 창릉동 3기 신도시 지정을 기습적으로 발표해 우리를 분노하게 했다."며 3기 신도시 반대 집회를 열기도 하였다.[9]
- 2021년 3월 한국토지주택공사 직원들이 3기 신도시는 물론 자사 사업계획에 연관성이 있는 지역에 집단 투기했다는 의혹이 제기되었다.

## 같이 보기
- 한국토지주택공사 직원 부동산 투기 의혹

### 내용주
1. ↑  신도시의 기준은 330만m2 이상이므로, 과천지구는 신도시가 아닌 택지지구이다.
2. ↑  수석대교는 강동대교와 미사대교의 사이에 건설될 계획이다.

### 참조주
1. ↑  “2차 수도권 주택공급 계획 및 수도권 광역교통망 개선방안”. 《국토교통부》. 2018년 12월 19일.
2. ↑  “남양주·하남·과천·인천 계양에 ‘3기 신도시’ 만든다”. 《한겨레》.
3. ↑  “고양 창릉·부천 대장에 3기 신도시…서울도 1만가구 공급”. 한국경제. 2019년 5월 7일.
4. ↑  “대도시권 주택공급 확대를 위한 신규 공공택지 추진계획”. 《국토교통부》. 2021년 2월 24일.
5. ↑  “대도시권 주택공급 확대를 위한 제3차 신규 공공택지 추진계획”. 《국토교통부》. 2021년 8월 30일.
6. ↑  “서울 접근성 더 좋은 ‘3기 신도시’ 조성 소식에…2기 주민들 ‘화들짝’”. 2018년 9월 28일.
7. ↑  “3기 신도시 남양주-하남, 수석대교 신설 놓고 갈등”.
8. ↑  ““일산에 사망선고 내렸다”…3기 신도시 반발 국민청원까지”. 채널A. 2019년 5월 8일.
9. ↑  “"3기 신도시 반대" 일산·운정·검단 신도시 주민들 집회”. 매일경제. 2019년 5월 12일.